# Potamotrygon amandae
Potamotrygon amandae  (лат.) — недавно открытый вид скатов рода речных хвостоколов одноимённого семейства из отряда хвостоколообразных скатов. Обитает в тропических водах бассейна реки Параны (Южной Америки). Максимальная зарегистрированная длина 34,1 см. Грудные плавники этих скатов образуют округлый диск, длина которого слегка превышает ширину. Спинные и хвостовой плавники отсутствуют. В средней части хвостового стебля расположен ядовитый шип. Не является объектом целевого лова.

## Таксономия
Впервые вид был научно описан в 2013 году. Вид назван в честь Аманды Лукас Джимено, студентки авторов статьи, описывающей новый вид. Голотип  представляет собой взрослую самку длиной 34,1 см, пойманную в реке Парагвай (19°41′ ю. ш. 57°38′ з. д.), Бразилия. Паратипы: взрослые самки длиной 25,4—29,4 см, пойманные там же, взрослые самцы длиной 25,5—31,2 см, пойманные в реке Парана, неполовозрелые самцы длиной 19,5—21,8 см, неполовозрелая самка длиной 19,4 см и взрослые самки длиной 23,6—29,8 см, пойманные там же.  

## Ареал
Potamotrygon amandae обитают в Южной Америке, в тропических водах бассейна Параны и реки Парагвай, на территории Бразилии, Парагвая и Аргентины. 

## Описание
Широкие грудные плавники речных Potamotrygon amandae срастаются с головой и образуют овальный диск. Спинные плавники и хвостовой плавник отсутствуют. Позади глаз расположены брызгальца, длина которых составляет 8,2—12,08 % ширины диска. Брюшные плавники закруглены и почти полностью прикрыты диском. На вентральной стороне диска расположены ноздри и 5 пар жаберных щелей.  Хвост довольно короткий и толстый по сравнению с другими представителями семейства речных хвостоколов. Длина хвоста составляет 82,1 %, а ширина 11 % ширины диска. На его дорсальной поверхности имеется ядовитый шип. Каждые 6—12 месяцев он обламывается и на его месте вырастает новый. У основания шипа расположены железы, вырабатывающие яд, который распространяется по продольным канавкам. В обычном состоянии шип покоится в углублении из плоти, наполненном слизью и ядом. 
Окраска тела чаще серого или тёмно-коричневого цвета с рисунком из двухцветных глазков с белым, светло-серым или светло-жёлтым цветом и чёрной окантовкой. Вентральная сторона диска сероватая. Максимальная зарегистрированная длина 100 см, а вес 15 кг. Дорсальная поверхность диска покрыта мелкой чешуёй.

## Биология
Вероятно, подобно прочим хвостоколообразным Potamotrygon amandae размножаются яйцеживорождением.

## Взаимодействие с человеком
Международный союз охраны природы еще не оценил статус сохранности данного вида.